# Ginnungagap
De Ginnungagap (de afgrond van ginn; Oudnoors ginn, tover, magie, het komt overeen met het Sanskriet tat dat dat betekent) is de kloof van schijnbare leegte, materievrije ruimte, niets of vacuüm uit de Noordse mythologie. De kloof wordt nadien ook Himthusen genoemd maar komt voor als oorspronkelijke gapende afgrond in het scheppingsverhaal van de Edda.

De Ginnungagap was aan het begin der tijden de ontmoetingsruimte tussen nevels en vuur, voordat de kosmos zich in deze leegte vormde. Doordat Niflheim (een nevelwereld) en Muspelheim (een vuurwereld) in het begin der tijden in de Ginnungagap bij elkaar kwamen ontstond Ymir die als materiaal voor de verdere schepping werd gebruikt. Vergelijk: Chaos.

## Ginnungagap in de Edda

### De bakermat van het ontstaan
Ginnungagap is de gapende leegte waarin de werelden zich spontaan condenseren en vormen vanuit het niets. Er is scheiding of polarisatie vanuit dat neutrale niets in het warme lichte, en het koude duistere. De oerstroom van wervelende deeltjes die uit het niets lijken op te borrelen differentieert zich daarbij en transformeert tot opeenvolgende vastere vormen van energie en materie in opeenvolgende werelden.

### Völuspáover het begin van de wereld
In de aanvang was
het oneindige niets;
er was zand noch zee
noch zilte golven;
niet was er de aarde,
niet de hemel erboven;
gapend de chaos,
gras was nergens.
— Völuspá

### DeProza Eddaverhaalt verder
Toen de rivieren die Elivágar genoemd worden zo ver van de bron weggestroomd waren dat de ijzig koude delen in hen hard begonnen te worden, zoals smeltijzer dat uit het vuur wegstroomt, werden ze tot ijs. En toen dit ijs tot stilstand kwam en niet verder stroomde, sloeg de waterdamp die van de ijskoude massa opsteeg erop neer en bevroor tot rijp; en de ene laag rijp zette zich af op de andere, helemaal tot in Ginnungagap.

Het noordelijk deel van Ginnungagap werd door een zware massa ijs en rijp gevuld, met daarvóór regen en ijskoude wind. Maar in het zuidelijk gedeelte van Ginnungagap werd het lichter door de vonken en gloeiende sintels die uit Muspelheim kwamen aanvliegen.

Zoals al wat uit Niflheim kwam koud en vreselijk was, zo was al wat in de buurt van Múspell lag heet en licht. In Ginnungagap zelf was het een luwte als bij windstil weer. En toen de hete gloed de rijp bedekte, begon die te smelten en te druppelen en in de koude druppels ontstond leven door de kracht van degene die de hitte zond, en het nam de gedaante aan van een man. Die man wordt Ýmir genoemd, maar de rijpreuzen noemen hem Aurgelmir. Van hem stammen de rijpreuzen af zoals in de Völuspá gezegd wordt.
— Proza Edda

## Etymologische naamherkomst

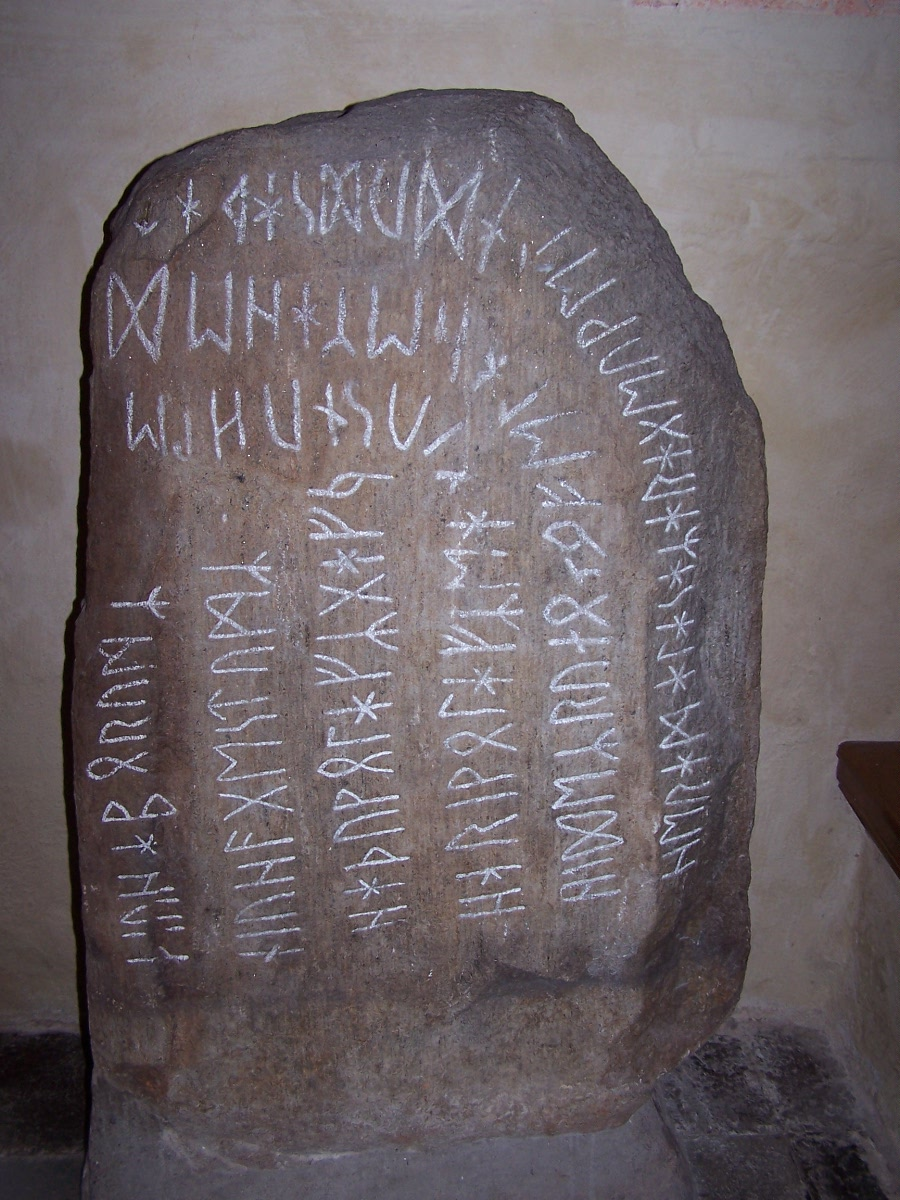
Stentoften

Het grondwoord ginn betekent tover, magie. Het daarvan afgeleide ginnung is betovering en de Vanen worden ginnregin of magische machten genoemd. De oerruimte was dus vol krachten die nog geen goddelijke orde hadden.
Ginn is overigens een woord dat met name in het religieuze of spirituele taalgebruik vaker voorkomt. Ginnheiligar zou zoveel als met heilige kracht betekenen. Reeds in de taal der runenmonumenten (Stentoften en Björkertorp) staan ginna- of ginnurunar (krachtrunen) vernoemd. Dr. Jan de Vries (taalkundige) stelt dat als men bedenkt dat daarnaast ook in ablaut het woord gandr als toverij staat, men mag aannemen zich hier in een magische sfeer te bevinden en dat het woord ginnungagap de mededeling is van een met magische kracht gevulde oerruimte.